# Alaginci
Alaginci falu Horvátországban, Pozsega-Szlavónia megyében. Közigazgatásilag Pozsegához tartozik.

## Fekvése
Pozsegától 4 km-re északkeletre, a Pozsegai-medencében, a Kaptolka-patak mentén, Pozsega és Šeovci között fekszik. 

## Története
Alaginci ősi település, de írásos adat sem a középkorból, sem a török uralom idejéből nem maradt fenn róla. Első írásos említése csak a török kiűzését követően 1697-ben történt. 1698-ban „Alaginczi” néven 5 portával szerepel a török uralom alól felszabadított szlavóniai települések összeírásában. A 18. század elejétől 1760-ig horvát lakossága volt. 1760-ban 8 ház állt a településen 40 lakossal. Röviddel ezután eltűnt a horvát lakosság és németek érkeztek a helyükre. 1779-ben már 14 házuk állt itt, de később ők is elköltöztek. Helyükre újabb német családok érkeztek, 1800-ban 11 házuk állt a településen. A 19. század második felében a német lakosság Pozsegára költözött. Helyükre ismét új, ezúttal magyar anyanyelvű lakosság érkezett, akik főként mezőgazdasági munkások voltak. Ők 1918-ban kényszerültek távozásra. 1920 körül az agrárreform során újabb horvát és szerb ajkú lakosság települt be, akik a Reiner-birtokból vásároltak földeket.
Az első katonai felmérés térképén „Dorf Allaginczi” néven látható. Lipszky János 1808-ban Budán kiadott repertóriumában „Allaginczy” néven szerepel. Nagy Lajos 1829-ben kiadott művében „Allaginczi” néven 28 házzal, 184 katolikus vallású lakossal találjuk.
1857-ben 37, 1910-ben 117 lakosa volt. 1910-ben a népszámlálás adatai szerint lakosságának 51%-a magyar, 39%-a horvát, 10%-a német anyanyelvű volt. Pozsega vármegye Pozsegai járásának része volt. Az első világháború után 1918-ban az új szerb-horvát-szlovén állam, majd később (1929-ben) Jugoszlávia része lett. 1991-ben lakosságának 97%-a horvát nemzetiségű volt. A településnek 2001-ben 198 lakosa volt.

## Lakossága
| Lakosság változása | Lakosság változása | Lakosság változása | Lakosság változása | Lakosság változása | Lakosság változása | Lakosság változása | Lakosság változása | Lakosság változása | Lakosság változása | Lakosság változása | Lakosság változása | Lakosság változása | Lakosság változása | Lakosság változása | Lakosság változása |
| ------------------ | ------------------ | ------------------ | ------------------ | ------------------ | ------------------ | ------------------ | ------------------ | ------------------ | ------------------ | ------------------ | ------------------ | ------------------ | ------------------ | ------------------ | ------------------ |
| 1857               | 1869               | 1880               | 1890               | 1900               | 1910               | 1921               | 1931               | 1948               | 1953               | 1961               | 1971               | 1981               | 1991               | 2001               | 2011               |
| 37                 | 83                 | 52                 | 132                | 101                | 117                | 113                | 125                | 140                | 204                | 198                | 163                | 143                | 182                | 218                | 198                |